# Yukon
Yukon nebo Yukonské teritorium (angl. Yukon, Yukon Territory či the Yukon) je teritorium na severozápadě Kanady. Na východě sousedí se Severozápadními teritorii, na jihu s Britskou Kolumbií a na západě s Aljaškou (USA). Jeho hlavním městem je Whitehorse. Má rozlohu 482 443 km², což z něj dělá 9. největší součást Kanady.

## Geografie
Yukon leží na předělu kontinentální části Severoamerického kontinentu s poloostrovem Aljaška.
Krátký úsek jeho severního okraje tvoří pobřeží Severního ledového oceánu (konkrétně Beaufortova moře), naopak jeho jihozápadní cíp ústí téměř (až na cca 20 km území USA) k vodám Tichého oceánu (Aljašského zálivu).
Značnou část a současně povodí stejnojmenné řeky tvoří Yukonská pahorkatina. Yukon se rozkládá na severní části Skalistých hor, nejvyšší vrcholy (zejména v jižní části této oblasti) jsou současně nejvyššími vrcholy celého tohoto pohoří. Ve velehorských průsmycích a údolích se nachází větší množství ples a horských jezer. Největším jezerem teritoria je jezero Kluane s plochou 409 km². Na jihovýchodním, jihozápadním a severozápadním okraji teritoria se rozkládají čtyři větší národní parky.
Do Yukonu zasahuje rozsáhlé pohoří Kordillery. Většina (19 z 20) nejvyšších hor Kanady leží právě v tomto teritoriu, včetně vůbec nejvyšší kanadské hory Mount Logan (5959 m).

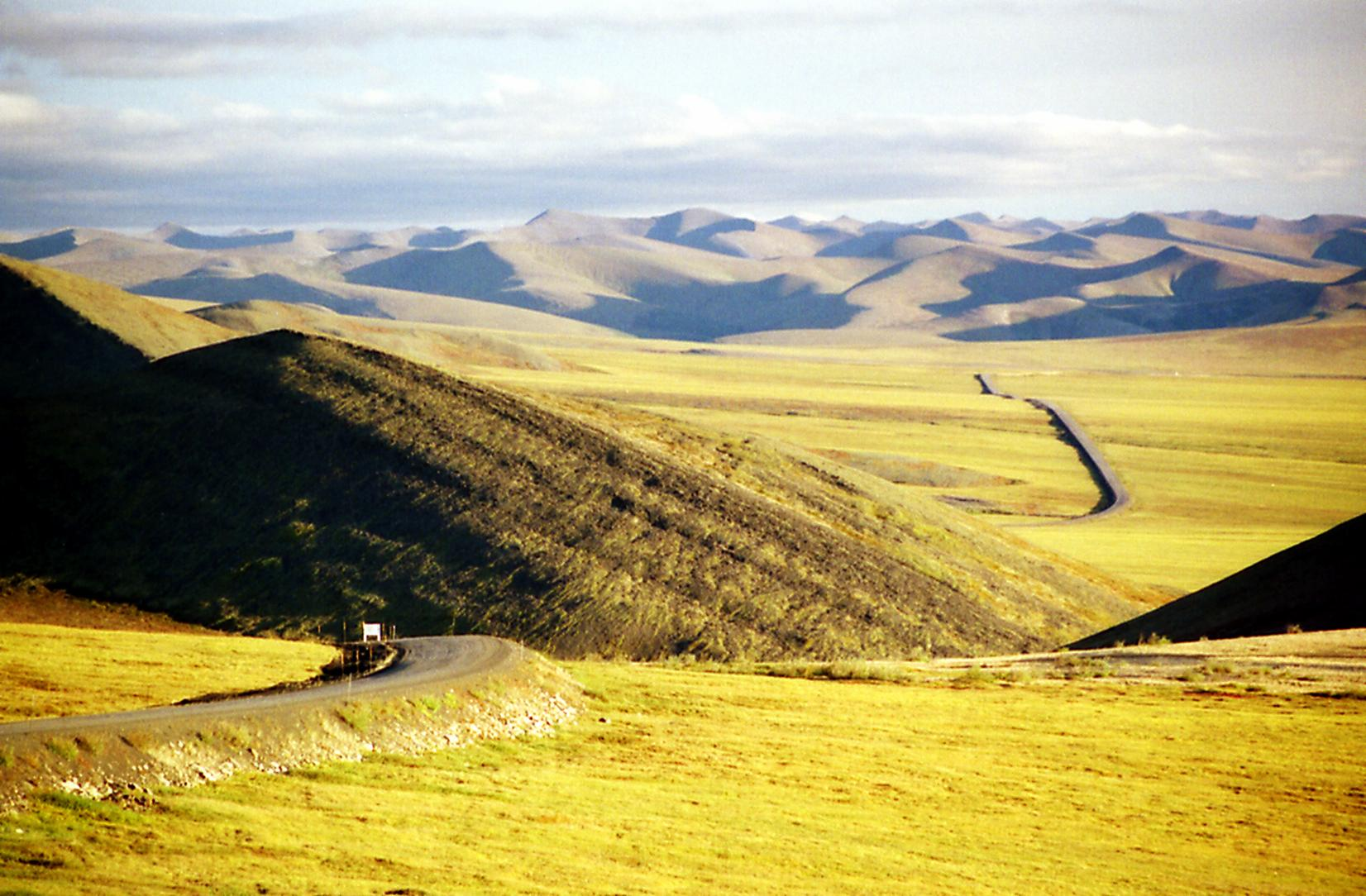
Richardson Mountains
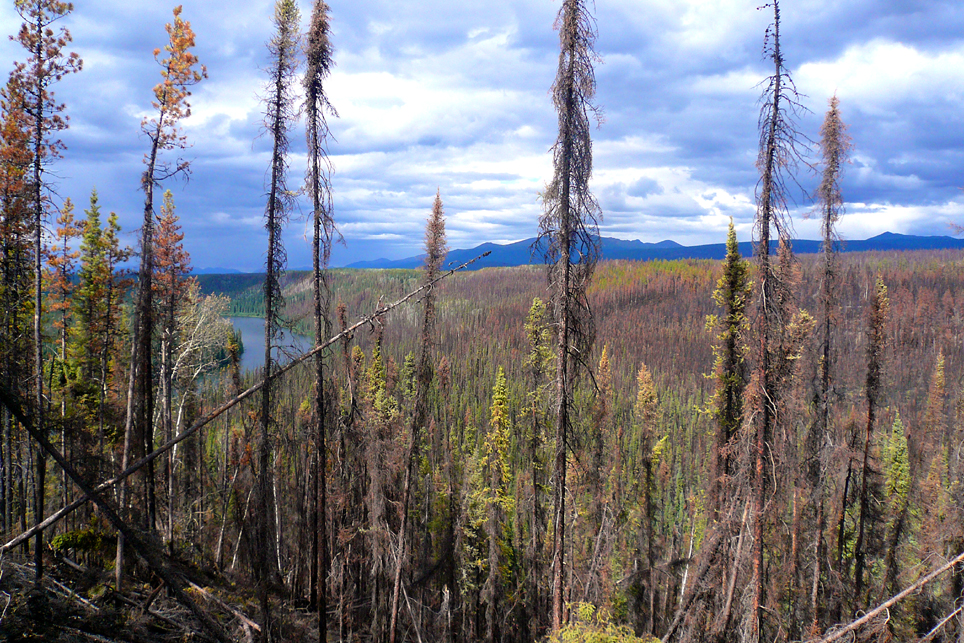
Nahanni Ranges, Yukon
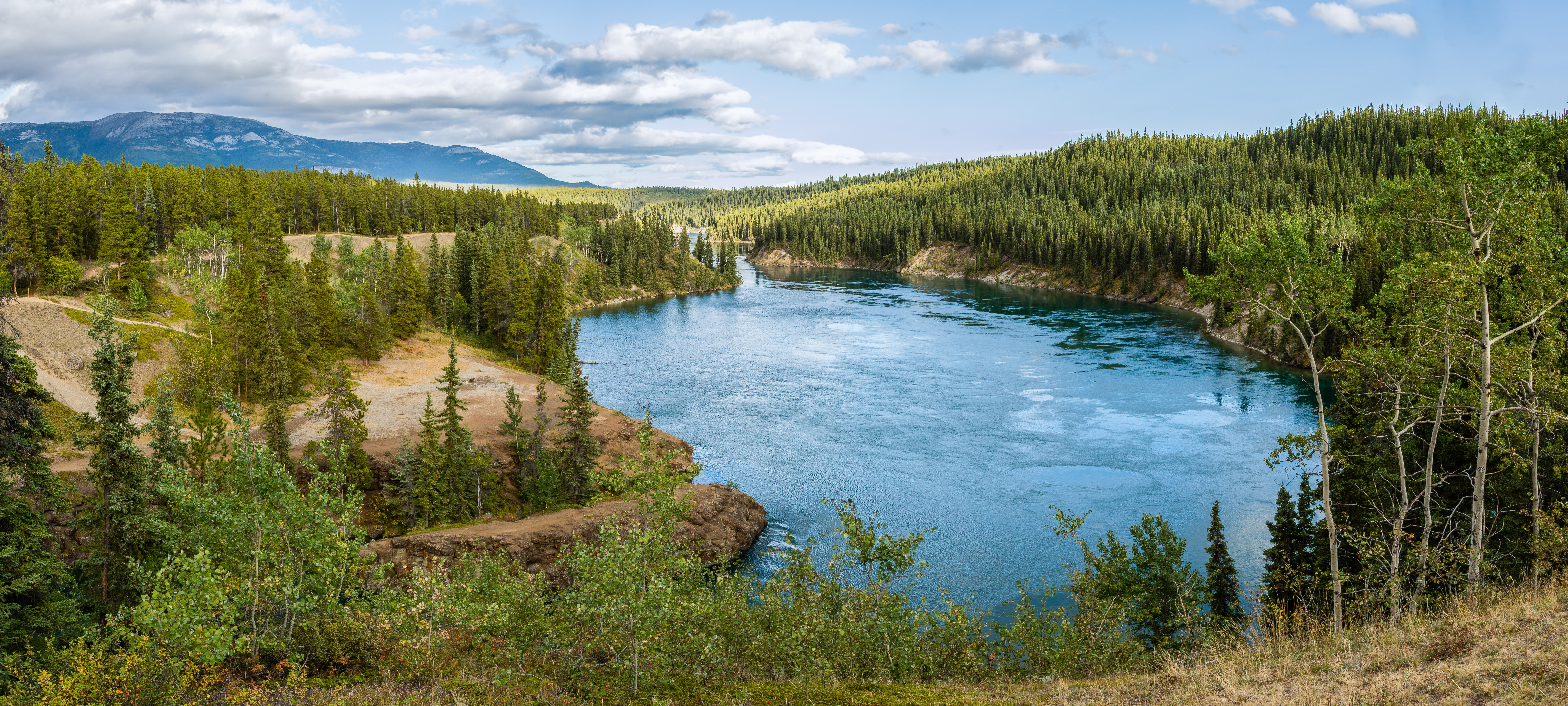
Řeka Yukon a vodní nádrž Schwatka u kaňonu Miles

## Demografie
Viditelné menšiny a domorodá identita (2016):
Teritorium obývá přibližně 40 tisíc obyvatel, z nichž něco málo přes 28 000 žije v jeho hlavním městě, které je situováno cca 80 km od jeho jižní hranice. Teritorium je pojmenováno po řece Yukon. Dopravní spojení má větší podíl letecké dopravy, jediná větší pozemní komunikace vede jižní částí teritoria a spojuje hlavní město na západě s aljašským městečkem Tok, městem Watson Lake na jihovýchodě Yukonu, a amerického Skagway na jihu, při pobřeží Aljašského zálivu.
Druhým největším městem teritoria je Dawson City. Právě zde po svém delším pobytu na Yukonu zemřel český cestovatel a dobrodruh Jan Eskymo Welzl.
Z Whitehorse (hlavního města teritoria) vede na sever Klondike Highway, asfaltovaná silnice s množstvím různých zajímavostí až do Dawson City a pak dále na Aljašku. Několik kilometrů před Dawson City odbočuje doprava Dempster Highway, prašná silnice, která vede na sever do delty řeky Mackenzie a jako jediná silnice v Kanadě překračuje polární kruh. Silnice je speciálně konstruována, aby vydržela na permafrostu a nezabořila se.